# Championnat d'Irlande du Nord de football 1936-1937
Navigation
Édition précédente Édition suivante
Le 43e Championnat d'Irlande du Nord de football se déroule en 1936-1937. 
Belfast Celtic remporte le championnat. C’est son onzième titre national et son deuxième consécutif. 
Le club réalise aussi le doublé Coupe/Championnat en triomphant de Linfield FC 3-0 en finale de la Coupe d’Irlande du Nord.
Derry City FC termine pour la troisième fois consécutive à la deuxième place. Les trois premiers clubs terminent dans un mouchoir de poche : deux points seulement séparent le premier du troisième.

## Les 14 clubs participants
- Ards FC
- Bangor FC
- Ballymena United
- Belfast Celtic
- Cliftonville FC
- Coleraine FC
- Derry City FC
- Distillery FC
- Glenavon FC
- Glentoran FC
- Larne FC
- Linfield FC
- Newry Town
- Portadown FC

## Classement
| Rang | Équipe           | Pts | J  | G  | N | P  | Bp | Bc | Diff |
| ---- | ---------------- | --- | -- | -- | - | -- | -- | -- | ---- |
| 1    | Belfast Celtic   | 44  | 26 | 20 | 4 | 2  | 86 | 21 | +65  |
| 2    | Derry City FC    | 43  | 26 | 20 | 3 | 3  | 85 | 37 | +48  |
| 3    | Linfield FC      | 42  | 26 | 20 | 2 | 4  | 85 | 25 | +60  |
| 4    | Portadown FC     | 32  | 26 | 14 | 4 | 8  | 49 | 38 | +11  |
| 5    | Larne FC         | 28  | 26 | 13 | 2 | 11 | 63 | 57 | +6   |
| 6    | Newry Town       | 27  | 26 | 12 | 3 | 11 | 59 | 48 | +11  |
| 7    | Glentoran FC     | 25  | 26 | 11 | 3 | 12 | 65 | 65 | 0    |
| 8    | Cliftonville FC  | 24  | 26 | 9  | 6 | 11 | 56 | 64 | -8   |
| 9    | Glenavon FC      | 21  | 26 | 10 | 1 | 15 | 56 | 59 | -3   |
| 10   | Bangor FC        | 19  | 26 | 8  | 3 | 15 | 40 | 80 | -40  |
| 11   | Ards FC          | 18  | 26 | 8  | 2 | 16 | 42 | 73 | -31  |
| 12   | Coleraine FC     | 17  | 26 | 6  | 5 | 15 | 24 | 61 | -37  |
| 13   | Distillery FC    | 14  | 26 | 6  | 2 | 18 | 36 | 65 | -29  |
| 14   | Ballymena United | 10  | 26 | 4  | 2 | 20 | 34 | 87 | -53  |

|  | Champion d'Irlande du Nord |
|  | Relégation                 |

## Bilan de la saison
| Tableau d'Honneur                         |                |
| Compétition                               | Vainqueur      |
| Championnat d'Irlande du Nord de football | Belfast Celtic |
| Coupe d'Irlande du Nord de football       | Belfast Celtic |

| Promotions et relégations |       |
| Relégués                  | Aucun |
| Promus                    | Aucun |